# Heliotropium shoabense
Heliotropium shoabense là một loài thực vật thuộc họ Boraginaceae. Đây là loài đặc hữu của Yemen.